# Wiktoriwka (obwód ługański)
Wiktoriwka (ukr. Вікторівка) – wieś na Ukrainie, w obwodzie ługańskim, w rejonie siewierodonieckim. W 2001 liczyła 185 mieszkańców.